# إدي ديكس
إدي ديكس (بالهولندية: Eddie Dix)‏ هو لاعب كرة قاعدة هولندي، ولد في 31 ديسمبر 1970.

## وصلات خارجية
- إدي ديكس على موقع أوليمبيديا (الإنجليزية)